# Hypohoughia reclinata
Hypohoughia reclinata là một loài ruồi trong họ Tachinidae.